# Smolnik (přítok Osławy)
Smolnik je horský potok v Polsku, pravý přítok Osławy v Podkarpatském vojvodství. Jeho pramen se nachází v nadmořské výšce kolem 500 m na severozápadním svahu kopce Gruszka (583 m n. m.) v Bukowské vysočině.

## Popis
Místo pramene Smolnika se nachází v lesním masivu Gruszky. Po asi 600 m od pramene vtéká do Smolnika bezejmenný potok, následně z východního svahu hory Makówka (492 m n. m.) se připojuje malý potok. Tok Smolnika po celou dobu směřuje na sever. V polovině svého toku protéká Wielopolím. Na pravé straně se nachází nevyužívané ropné pole. V době, kdy zde byla těžena nafta (1866–1992), byla využívána voda potoka pro průmyslové účely.
Smolnik protéká územím vesnice Tarnawa Dolna a ústí na území Horního Wielopolí (Górne Wielopole součást města Zagórz) do Osławy. Délka potoka je kolem 10 km.